# Rafael Maya
Rafael Maya (n. 1897 la Popayán – d. 22 iulie 1980 la Bogotá) a fost un scriitor, avocat și diplomat columbian.
A scris o poezie modernistă, în tonalități de seninătate cosmică, cultivând ritmurile libere.
A mai scris și eseuri critice.

## Scrieri
- 1925: La vida en la sombra ("Viața în umbră");
- 1928: Coros del mediodía ("Coruri în amiază");
- 1935: Después del silencio ("După liniște");
- 1951: Tiempo de luz ("Timp de lumină");
- 1959: Nevegación nocturna ("Naviație nocturnă").